# Kościół św. Rozalii w Paryżu
Kościół Sainte Rosalie  (św. Rozalii) w Paryżu – kościół katolicki położony w 13. dzielnicy Paryża, zbudowany w 1869 r. dla uczczenia pamięci Rozalii Rendu, znanej jako siostra Rozalia.
Budynek kościoła znajduje się na bulwarze Auguste-Blanqui pod numerem 50.

## Historia
Świątynia została zbudowana przez organizację charytatywną założoną przez Abbota Le Reboursa. Kościół został przekazany zakonowi lazarystów zaraz po jego zbudowaniu.
Prace konstrukcyjne nad budową kościoła ruszyły w 1859 r. Po krótkiej dyskusji świątynia miała nosić imię świętej Rozalii, znanej jako siostra Rozalia, która była znaną zakonnicą pracującą na rzecz Paryża aż do śmierci w 1856 r.
W 1867 r. teren, na którym był położony kościół, wszedł w skład Placu Włoskiego (fr. Place d'Italie), a ulica na której była budowana świątynia, również otrzymała imię siostry Rozalii. Ostatecznie budowę kościoła zakończono w 1869 r. Po ukończeniu budowy budynek świątyni otrzymał tytuł kaplicy świętej Rozalii.
W 1903 roku został przekazany diecezji paryskiej, jednakże świątynia powróciła do zakonu lazarystów w 1922 r. W 1963 roku świątynia uzyskała status kościoła z dotychczasowego statusu kaplicy. W 1971 r. kościół po raz kolejny został przekazany diecezji paryskiej. W obecnej formie istnieje do dziś.